# Awabakal (langue)
L'awabakal, également appelé awabagal, est une langue aborigène d'Australie qui était parlée par le peuple du même nom, sur le pourtour du lac Macquarie et à Newcastle, en Nouvelle-Galles du Sud.